# Хамфрис-Пик
Хамфрис-Пик — самая высокая вершина в американском штате Аризона высотой 3851 м, в округе Коконино, к северу от Флагстаффа. Это самая высокая из группы древних вулканических вершин, известных как Сан-Франсиско-Пикс. Своё название вершина получила в 1870 году в честь Эндрю Хамфриса (1810—1883), офицера армии Соединённых Штатов, который был генералом федеральной армии во время гражданской войны в США, а затем стал начальником военного корпуса инженеров.
Хамфрис-Пик расположен на территории заповедника Kachina Peaks Wilderness. На вершину можно подняться по 8-километровой пешеходной тропе. Для сохранения природы выше отметки 3475 м пешеходные тропы под запретом, а количество участников группы ограничено до двенадцати человек.